# Christian Lorenz
Christian "Flake" Lorenz, nemški glasbenik in klaviaturist, * 16. november 1966, Vzhodni Berlin, Vzhodna Nemčija.
Lorenz je član nemške glasbene skupine Rammstein in kot član igra klaviaturo. Bil je tudi član skupine Feeling B. 

## Zgodnje življenje
Christian Lorenz se je rodil v Vzhodni Nemčiji in še danes živi na območju vzhodnega Berlina. Klavir se je odločil igrati, ker ga je igral že njegov prijatelj iz otroštva tri leta. Lorenz se je učil igranje na klavir v berlinski glasbeni šoli kjer je vadil več kot pol leta. Starši so mu za njegov 15. rojstni dan kupili klavir za sto vzhodnonemških mark.
Lorenz je postal fantek "zasvojen" z rokenrolom. Učil se je, da bi igral z očetovimi jazz ploščami. "Ko sem se pridružil svoji prvi skupini, sem opazil, da ne znam igrati sodobne glasbe. Še vedno ne znam!" je dejal Lorenz. Pri šestnajstih letih je bil vajen kot orodjar.

## Glasbena kariera

### Feeling B
Leta 1983, ko je imel 16 let, se je Lorenz pridružil glasbeni skupini Feeling B, skupaj s Paulom Landersom in Aljoscho Rompe, švicarskim pevcem, ki živi v vzhodnem Berlinu. S skupino je Lorenz ostal približno deset let. Feeling B se je začel trdno zasidrati v underground punk sceni.
Lorenz je v zgodnjih letih, ko je sodeloval v skupini Feeling B, živel v stanovanju bloka z Landersom. "Ko niso igrali koncertov, so na črnem trgu prodajali jakne iz razrezanih posteljnin in praškov. Dve jakni na mesec sta pomenili toliko denarja kot povprečen plačan delavec. Preprosto so se lahko preživljali; ne delati in se izogibati težavam," je dejal Landers."Težave imate le, če ste ujeti  . "
Skupina je razpadla sredi devetdesetih let. Ob posebnih priložnostih so se člani skupine zbirali na koncertih na punk festivalih, dokler Rompe novembra 2000 ni umrl zaradi napada astme.

### Rammstein
Leta 1994 so Till Lindemann, Richard Kruspe, Oliver Riedel in Christoph Schneider vstopili in zmagali v tekmovanju za metro v berlinskem senatu Metro, kar jim je omogočilo profesionalno snemanje štirih skladb. Skupini se je formalno pridružil Paul Landers, za njim pa še Lorenz. Sprva se Lorenz ni želel pridružiti svojim petim soigralcem in ga je bilo treba zasmehovati, da bi postal član skupine Rammstein, saj se mu je skupina zdela preveč dolgočasno. Sčasoma je pristal, da se pridruži, in skupina je začela delati na svojem prvem albumu, Herzeleid (Srčne bolečine).
V zgodnjih nastopih pesmi "Bück dich" ("Bend down" ali "Bend over") sta Lorenz in vokalist Till Lindemann sodelovala v simulirani sodomiji z dildo, ki brizga liker. 23. septembra 1998 sta bila v Worcesterju v zvezni državi Massachusetts (ZDA) Lindemann in Lorenz aretirana in obtožena razvratnega in razvratnega vedenja. V izjavi vodnika Thomasa Radule iz policijske uprave Worcester je zapisano, da je Lindemann na odru simuliral seks z Lorenzom "s faličnim predmetom, ki je v množico puščal vodo". Pridržani so bili in izpuščeni naslednji dan z varščino v višini 25 ameriških dolarjev. Po mesecih pravne razprave so bili na koncu oglobljeni s 100 ameriškimi dolarji. 
Do leta 2002 je Lorenz med nastopom filma "Seemann" ("Seaman") "brskal" po publiki v napihljivem gumijastem gumenjaku. Riedel je zasedel njegovo mesto leta 2002. Po Lorenzovih besedah je prišlo do spremembe, ker je bil prepogosto poškodovan, med koncertom leta 2001 v St. Morski pes ").
Med koncertom v Göteborgu na Švedskem 30. julija 2005 je Till Lindemann utrpel poškodbo kolena, ko se je Lorenz po nesreči zaletel s Segwayem, ki ga je vozil med koncertom pesmi "Amerika" ("Amerika"). Zaradi tega so bili odpovedani koncerti v Aziji.
Leta 2005 je Lorenz trpel zaradi mumpsa, zaradi česar so bili koncerti v Južni Ameriki odpovedani.
Januarja 2012 se je z Lorenzom skupaj z Lindemannom pogovarjal antropolog težkih kovin Sam Dunn za serijo VH1 Classic Metal Evolution na temo shock rock.

## Zasebno življenje
Lorenz se je 12. septembra 2008 poročil z nemško umetnico Jenny Rosemeyer, s katero ima pet otrok. Ima brata, ki je štiri leta starejši. Lorenz je ljubiteljski slikar in ima rad klasične avtomobile. Ima Mercedes in se ukvarja s podjetjem najema starodobnih vozil. Novembra 2011 je bila njegova hiša požgana. Policiji je uspelo prepoznati in ujeti storilca požara, 28-letnega moškega s kazensko evidenco. Potem ko je Lorenz pobegnil, je v bližini strmoglavil svoj avto.

### Vzdevki
Lorenz ima običajno vzdevek "Flake" (v nemščini se izgovarja kot "Flak-eh") in "Doktor". "Doktor" je nastal, ker je nekoč želel biti kirurg, vendar se zaradi zavrnitve pridružitve vzhodnonemški vojski ni mogel učiti za to. V intervjuju z dne 16. decembra 2000 je izjavil, da je njegovo ime "Flake".

### Religije in politika
Lorenz je izjavil: "Ne odobravam religij, ki so postavljene v toge institucije. Prav tako menim, da sta verski fanatizem in misijonarstvo nevarna."
Lorenz ima nenaklonjenost do ZDA, ki jih je označil za "bolno in dekadentno državo brez kulture". 5. oktobra 2005 je Lorenz na kratko nastopil za Deutsche Welle. Na vprašanje, kako se počuti ob ponovni združitvi Nemčije, je dejal, da pogreša takšne stvari, kot so bile takrat. "Tudi če bi NDR preživela, bi še vedno ostal glasbenik. Povečana velikost sveta je prinesla tudi nevarnost, da jo primerjamo z vsemi mednarodnimi akti. Tam so bile edine skupine, ki so bile na vzhodu, in če ste bili tam uspešni, ste bili uspešni. Pogrešam preprostost. Šli ste v bar, naročili pivo in dobili ste pivo! ... Niso vprašali, ali želite ... z glavo ali brez glava, pena zgoraj ali spodaj ... Resnično mi gre na živce, saj imam vse te izbire, ki si jih resnično ne želim. " Leta 2014 je Flake Lorenz v eseju z naslovom "Pogrešam NDR" izjavil "NDR pogrešam še danes. Bolj kot bendi iz tistega časa." V intervjuju za Rolling Stone iz leta 2014 je Lindemann izjavil, da "Flake je še vedno državljan NDR in bo umrl kot državljan NDR" V intervjuju za Metal Hammer leta 2019 je življenje v Vzhodni Nemčiji spomnil na "brez težav in pritiskov, vsi smo imeli dovolj denarja živeti.